# 露营之歌 (日本)
露营之歌是一首由古關裕而作曲、薮内喜一郎作词的旧日本军歌，1938年日本古倫美亞唱片公司发行。

## 历史
1937年7月，第二次中日战争爆发。为了提升日本公众和军人的斗志而产生了爱国主义歌曲的需求，報紙經常舉辦徵求愛國歌詞和曲調的比賽；本首便在這種氛圍下誕生。在一次由東京日日新聞和大阪每日新聞聯合舉行的活動中，由作家菊池宽和诗人北原白秋等組成的評審評定薮内喜一郎作词的露营之歌獲獎。28岁的作曲家古關裕而被指定為歌詞譜曲。
日本古倫美亞唱片公司立即錄製本曲，中野忠晴、松平晃、霧島昇、伊藤久男，和佐佐木章演唱，由作曲者指揮該公司樂團伴奏。這首歌與《進軍之歌》錄在同一張唱片：A面為由戶山軍校軍樂隊伴奏、該校男聲合唱團演出的《進軍之歌》，B面為《露營之歌》。這張唱片迅速獲得成功，共賣出超過600,000張。
這首歌成為日本最知名的军歌，使古關裕而成為當時日本一流的作曲家。
这首歌曾在《铁道游击队》中出现。